# Dzendzeliwka
Dzendzeliwka (ukr. Дзендзелівка) – wieś na Ukrainie, w obwodzie czerkaskim, w rejonie humańskim, w hromadzie Mańkiwka. W 2001 liczyła 1736 mieszkańców, spośród których 1697 wskazało jako ojczysty język ukraiński, 35 rosyjski, 2 białoruski, a 2 inny.